# Dipoena wangi
Dipoena wangi är en spindelart som beskrevs av Zhu 1998. Dipoena wangi ingår i släktet Dipoena och familjen klotspindlar. Inga underarter finns listade i Catalogue of Life.